# De Verloedering van de Swieps
De Verloedering van de Swieps is een Nederlandse film van Erik Terpstra uit 1967 in zwart-wit naar de gelijknamige roman van Heere Heeresma uit hetzelfde jaar. De internationale titel is The Whipping Cream Hero.

## Verhaal
Jan Swiep is onderweg naar huis als hij een lifter ziet staan, deze heet Manuel en mag mee van Jan. Manuel vertelt hem dat hij dichter van beroep is en rondtrekt om zijn verhalen te verkopen. Manuel weet bij Jan en zijn vrouw Ans aan tafel te schuiven en een overnachting af te dwingen. Vervolgens weten de Swieps zich geen raad hem het huis uit te werken. Manuel weet de boel zo te manipuleren dat hij van geen wijken weet. Het eindigt met een afgebroken huis.

## Cast
| Acteur         | Personage      |
| -------------- | -------------- |
| Ramses Shaffy  | Manuel         |
| Wies Andersen  | Jan Hein Swiep |
| Hetty Verhoogt | Ans Swiep      |
| Henk Molenberg | Jopie van Dam  |

1896-1909 · 1910-19 · 1920-29 · 1930-39 · 1940-49 · 1950-59 · 1960-69 · 1970-79 · 1980-89 · 1990-99 · 2000-09 · 2010-19
· 2020-29